# Lo de Mejía
Lo de Mejía är en ort i Mexiko.   Den ligger i kommunen Santiago Pinotepa Nacional och delstaten Oaxaca, i den sydöstra delen av landet, 300 km söder om huvudstaden Mexico City. Lo de Mejía ligger 176 meter över havet och antalet invånare är 334.
Terrängen runt Lo de Mejía är huvudsakligen platt, men söderut är den kuperad. Runt Lo de Mejía är det ganska tätbefolkat, med 60 invånare per kvadratkilometer. Närmaste större samhälle är Santiago Pinotepa Nacional, 15,6 km sydost om Lo de Mejía. I omgivningarna runt Lo de Mejía växer huvudsakligen savannskog.